# Amphipyra tragopoginis
La mariposa ratón (Amphipyra tragopoginis) es una especie  de lepidóptero ditrisio  de la familia Noctuidae muy extendida, con una distribución Holártica.

## Características
La longitud de las alas es de 32-40 mm. La parte anterior de las alas son de color marrón oscuro uniforme con tres puntos negros distribuidos como un triángulo. La parte posterior de las alas es como de piel de ante, más oscura hacia los márgenes.

## Historia natural
El nombre común de la especie deriva del hábito de echar a andar con las patas cuando se las molesta, en vez de echar a volar. A pesar de esto, puede volar vigorosamente y son atraídas por los focos de luz, azúcar y por las flores ricas en néctar. Los adultos se muestran activos desde julio hasta septiembre.
La larva es verde con líneas blancas, y se alimenta de una amplia variedad de plantas. La especie hiberna en forma de huevo.
La época de vuelo se refiere a las islas británicas. Esto puede variar en otras partes de sus hábitat.

## Plantas de las que se alimenta
- Aconitum
- Anthriscus
- Apocynum
- Aquilegia - colombina
- Artemisia
- Campanula
- Cercis
- Crataegus - espino albar
- Epilobium -
- Foeniculum - hinojo
- Fragaria - fresa
- Galium
- Geranium
- Ligusticum
- Linaria - lino
- Melampyrum
- Mimulus - flor-mono
- Nicotiana - tabaco
- Petroselinum - perejil
- Plantago - plantago
- Populus - álamo
- Prunus
- Quercus - roble
- Ribes
- Rosa - rosa
- Rubus - zarza
- Rumex
- Salix - sauce
- Sanguisorba
- Urtica - ortiga
- Vitis - uva